# 純正寺
純正寺（じゅんしょうじ）は大阪府豊中市にある日蓮宗の寺院。

## 概要
1741年（寛保元年）、曽根法華寺の第12世純正院である日俊を開山として建立。当初は止々庵と称したが、のちに日俊の名にちなみ、純正寺に改名。1965年（昭和40年）、本堂をコンクリートにし、寺観を一新した。

## 所在地
大阪府豊中市服部豊町1-8-1

## 近くの施設
- 服部天神宮
- 住吉神社
- 服部天神駅

## アクセス
- 服部天神駅から徒歩5分
- 曽根駅から徒歩10分